# 錆び猫

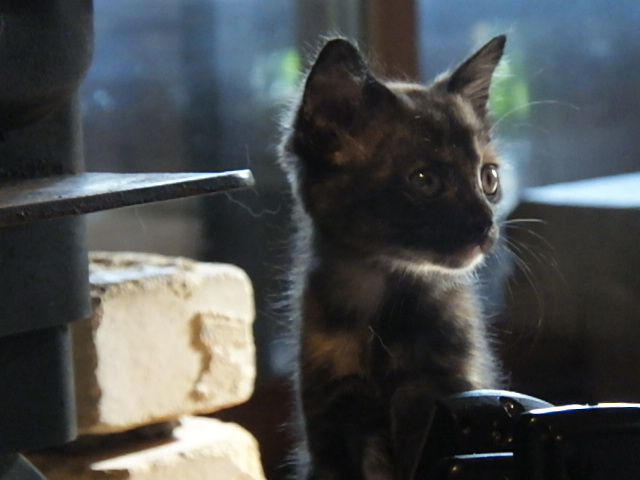
もっとも一般的なイメージの錆び猫（生後2か月）

錆び猫（さびねこ）とは、黒の被毛と赤の被毛が入り混じってモザイク模様を成している猫の総称。英語でトータスシェル（英: Tortoiseshell, 「べっ甲」の意）あるいは縮めてトーティ（英: Tortie）という。

## 概要

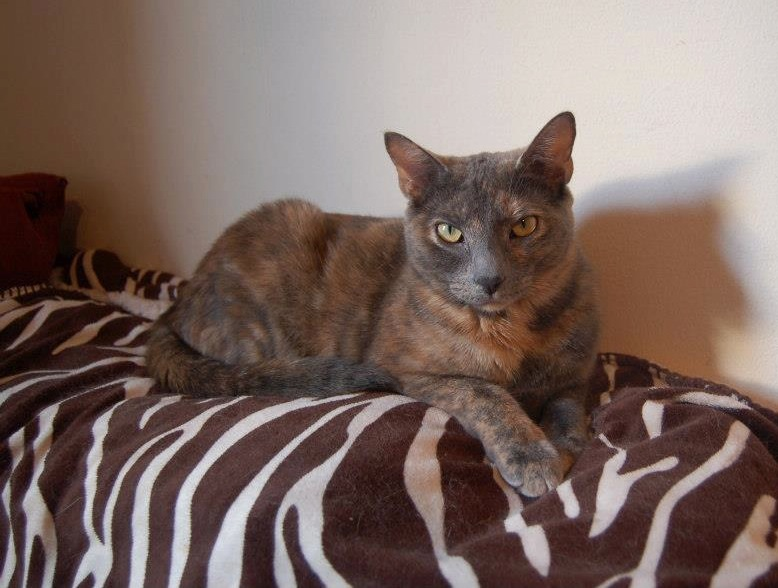
錆び猫

一般的には黒と赤の2色の毛を持つ。長毛種ではペルシャ、セルカークレックス、ターキッシュアンゴラ。短毛種ではブリティッシュショートヘア、マンクス、ヨーロピアンショートヘア、エイジアン・セルフ、ヨーロピアン・バーミーズ、トンキニーズ、雑種などに見られる。
また、グレーや薄茶の混ざった個体もあり、それらは「灰錆び」と言われる。トラネコ（タビー、英: Tabby）のように縞模様を持つ錆び猫は英語ではトービー（英: Torbie）と言う。

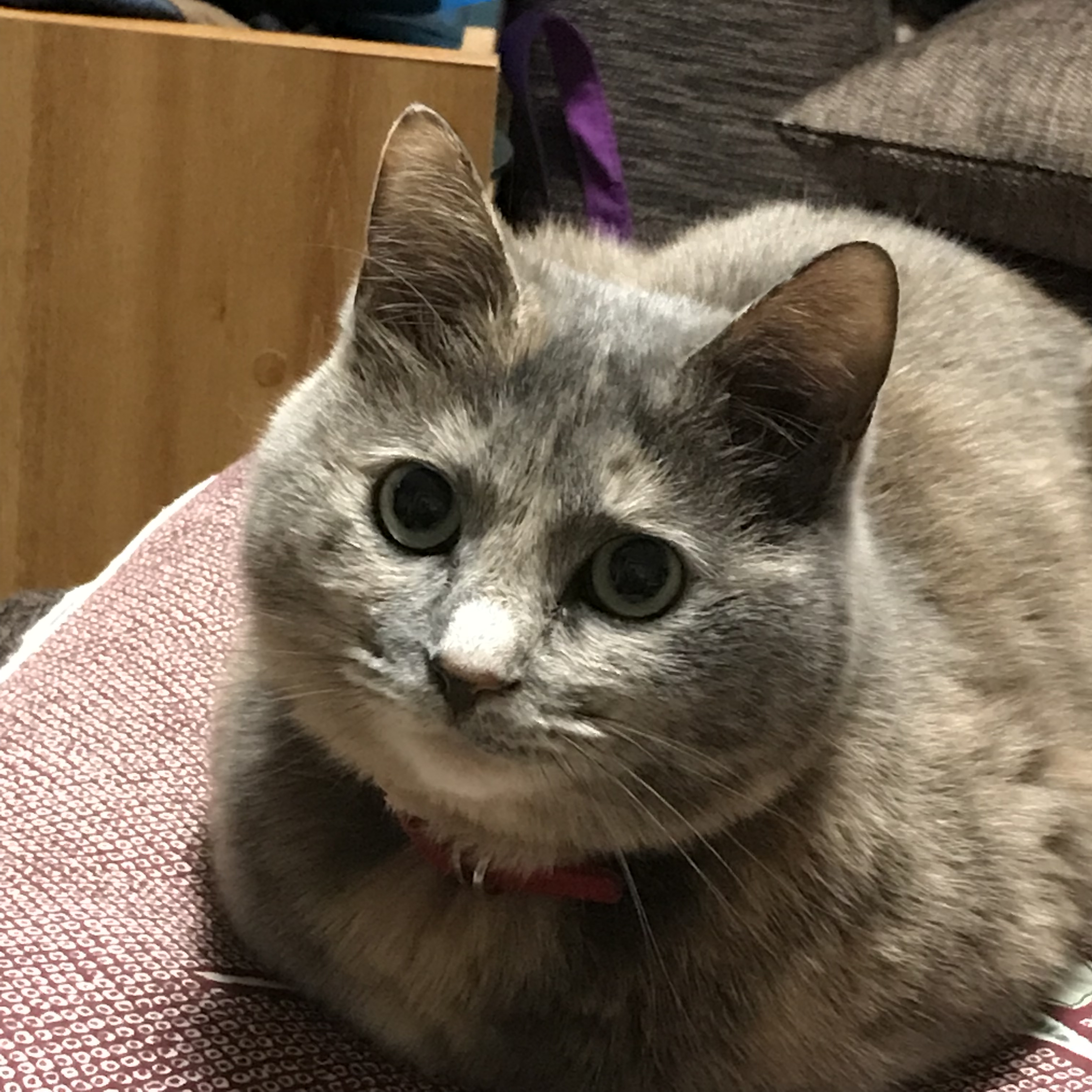
灰錆び猫

錆び猫に白の毛色の混ざった個体を三毛猫（トーティ・アンド・ホワイト、英: Tortie And White）と呼ぶ場合もある。三毛猫と同じく、オスはほとんどいない。日本猫では標準的な柄であるが、海外ではやや珍しい柄である。英語での錆び猫の名称がべっ甲を指すトータスシェル（英: Tortoiseshell）なのは、毛並みが日光に当たると鮮やかなべっ甲色になる事からきており、その様を楽しむ愛好家もいる。

## 性別

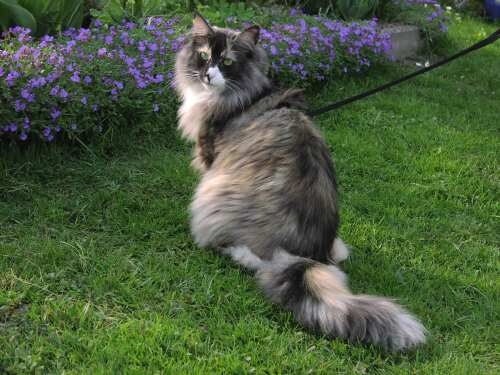
三毛の錆び猫。赤と黒の2色の毛色を持つ錆び猫と三毛猫には、メスであることを決定するX染色体が二つ揃う。

錆び猫にメスの多い理由は、赤と黒の毛色を発現する遺伝子がメスを決めるX染色体だけにあって、オスを決めるY染色体は毛色の遺伝を決める特質を持っていないためである。赤と黒の2色の毛色を持つ錆び猫と三毛猫には、メスであることを決定するX染色体が二つ揃うことになる。よって、錆び猫と三毛猫は基本的にメスのみとなる。
稀にオスの錆び猫が生まれるが、その原因はクラインフェルター症候群とよばれる染色体異常（X染色体の過剰によるXXY棟）やモザイクの場合、そして遺伝子乗り換えにより赤い毛色を決定するO遺伝子がY染色体に乗り移った時である。クラインフェルター症候群のオスの出生率は3万分の1とも言われている。

## 錆び猫の登場する作品
- くるねこ大和（著者：くるねこ大和）
- さび猫でるでる天国（著者：いわみちさくら）
- 猫と庄造と二人のおんな（テレビ東京）
- 猫塗り屋さんとサビ猫一家さん（著者：清水めりぃ）
- ペン太のこと（著者：片倉真二）
- 岩合光昭の世界ネコ歩きスペシャル 京都の四季（NHK BSプレミアム）
- ピン・ザ・キャットの優美な叛乱（著者：荻世いをら）
- NYANKEES（著者：岡田淳司）